# Grete Weixler

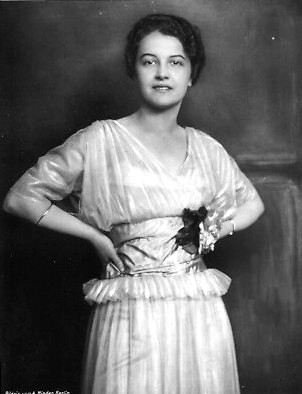
Grete Weixler fotografiada por Alexander Binder

Grete Weixler (1900 – 1921) fue una actriz cinematográfica alemana, activa en la época del cine mudo.

## Biografía
Weixler era la hermana menor de la también actriz Dorrit Weixler, su abuelo fue un conocido actor de Hungría, y una tía suya artista en Viena. Además, Weixler tuvo otros hermanos que también se dedicaron a las artes escénicas.
Weixler debutó en el cine en 1915 con el film Jahreszeiten des Lebens, con dirección de Franz Hofer, cineasta que descubrió para el cine a su hermana Dorrit. En contraste a Dorrit, que se especializó en la interpretación de adolescentes, Grete Weixler rodó películas más serias, entre ellas la producción de 1916 Geopfert …, dirigida por Walter Schmidthässler, Margarete. Die Geschichte einer Gefallenen (1918, de Friedrich Zelnik) y Verschleppt (1919, de Carl Boese). También en 1919, Weixler encarnó a Lilly en la segunda parte de Der Weg, der zur Verdammnis führt, una de las producciones más controvertidas y de mayor éxito de la época de la posguerra, relativa al destino de dos mujeres jóvenes que caen en las manos de unos proxenetas.
Además de su trabajo en el cine, Weixler fue también actriz teatral actuando, entre otros locales, en el Trianon-Theater de Berlín. En 1922 rodó su última película, dirigida por Jaap Speyer, Die Tochter der Verführten, en la cual interpretaba a la hija del banquero.

## Filmografía
| - 1915: Jahreszeiten des Lebens - 1916: Geopfert… - 1916: Im Reich der Zwerge - 1917: Klein Doortje - 1917: Ihr Sohn - 1917: Die Memoiren des Satans. 2ª parte: Fanatiker des Lebens - 1918: Margarete. Die Geschichte einer Gefallenen - 1918: Liebe und Leben. 2ª parte: Die Tochter des Senators - 1918: Liebe und Leben. 3ª parte: Zwei Welten - 1918: Liebesopfer - 1918: Leutnant Mucki - 1918: Die Verteidigerin - 1918: Der Fluch des Nuri - 1919: Wolkenbau und Flimmerstern - 1919: Verschleppt | - 1919: Kitsch. Tragödie einer Intrigantin - 1919: Heddas Rache - 1919: Donna Lucia - 1919: Die schwarze Locke - 1919: Die Herrenschneiderin - 1919: Der Weg, der zur Verdammnis führt. 2ª parte: Hyänen der Lust - 1919: Der Terministenklub - 1919: Der Klabautermann - 1920: Die Todesmaske - 1920: Der Sklavenhalter von Kansas-City - 1920: Das Gasthaus von Chicago - 1920: Der Mann, der alle Welt bestiehlt - 1921: Die Brillantenmieze (2 episodios) - 1922: Die Tochter der Verführten |